# Joaquim (revista)
Joaquim foi uma revista de cunho artístico literário publicada entre os anos de 1946 e 1948 na cidade de Curitiba.
A Joaquim foi idealizada para a divulgação, agitação e tensão cultural de uma geração de artistas Modernistas que passaram a ser reconhecidos como: Geração de 45.

## Lançamento e História
O periódico fundado em abril de 1946 na cidade de Curitiba por Dalton Trevisan, Erasmo Pilotto e Antônio P. Walger totalizou 21 edições, com periodicidade irregular, até dezembro de 1948, com contribuições de artistas (alguns já consagrados, outros, futuras celebridades) como: Poty Lazzarotto, Antonio Cândido, Mário de Andrade, Otto Maria Carpeaux, Carlos Drummond de Andrade, Wilson Martins, Euro Brandão, Temístocles Linhares, José Paulo Paes, Candido Portinari, Di Cavalcanti, Vinicius de Moraes, Sérgio Milliet, Heitor dos Prazeres, entre outros.
Joaquim era uma revista comandada por jovens em um período de pós-guerra caracterizada por discussões de projeção nacional sobre a democracia e o socialismo e regionalmente, nas artes em geral, uma inspiração de renovação por parte de um grupo de pessoas que não se identificavam com os movimentos em voga na capital paranaense ou simplesmente superar as questões estéticas provincianas de Curitiba, conforme o pensamento do fundador Dalton Trevisan. Portanto, a ideia central da revista era remodelar; construir um ambiente cultural diferente, criar novas vertentes e deixar para trás, juntamente com o rescaldo da segunda guerra mundial, questões éticas e estéticas.
Com determinação e certa ousadia a publicação, em suas 21 edições, foi um marco local e teve boa repercussão fora do Paraná, principalmente no eixo Rio - São Paulo.
Foi a partir de Joaquim, que o trabalho de vários artistas começou a ter repercussão local e nacional, como por exemplo: Temístocles Linhares, José Paulo Paes, Wilson Martins, Poty Lazzarotto, Dalton Trevisan, entre outros.

## O Nome
A escolha do nome da revista em um nome próprio, comum no Brasil, tinha dupla intenção: de popularizar o veículo e também fornecer ao leitor um indicativo da principal característica do periódico, que era esconder as autorias de determinadas ideias. A revista utilizou-se deste estratagema em quase todas as suas edições com o propósito de deixar indefinidas as autorias de textos, bem como de, desrespeitando de certa forma esta autoria, introduzir pensamentos e exclamações que descaracterizavam o texto original.
Com a expressão “Em Homenagem a Todos os Joaquins do Brasil” (este expressão, a partir da segunda edição passou a ser grafada em letras minúsculas no “joaquins”) como um subtítulo, a revista indica “para que veio”: tornar-se porta-voz de uma geração de escritores, críticos e poetas nacionais de forma contestadora e polêmica.

## O Fim
A publicação deixou de circular de forma abrupta e sem qualquer aviso ou planejamento a partir do fim do ano de 1948. Tão abrupta foi esta atitude que um dos trabalhos de Dalton Trevisan nunca foi complementado. A edição n° 21 trazia o conto “Ulisses em Curitiba” e o aviso de que na edição de n° 22 este conto seria concluído; a número 22 nunca foi editada, portanto, o final desta estória é uma incógnita até hoje.
O fim da revista não teve motivação financeira, pelo contrário, a revista ao longo de suas edições ganhava novos anunciantes. Também não foi por empecilhos externos, pois Joaquim era bastante apreciada localmente e tendo grande repercussão nacional.
Tal atitude deve-se, em grande parte, a decisão de Dalton Trevisan e cogita-se, alguns pesquisadores, que o término da revista deve-se a sua boa repercussão nacional e de um fato em si: quando o deputado federal Gilberto Freyre fez um elogio público a revista e seu editor Dalton Trevisan percebeu que a publicação corria o risco de ser institucionalizada ou deixar de ser vista como um veículo contestador e polêmico.
Sendo assim, a revista que era uma homenagem aos joaquins brasileiros finalizava suas páginas na vigésima primeira edição de dezembro de 1948.

## Tabela de Edições da RevistaJoaquim
| Mês       | 1946    | 1947    | 1948               |
| --------- | ------- | ------- | ------------------ |
| Janeiro   | sem Ed. | sem Ed. | sem Ed.            |
| Fevereiro | sem Ed. | N° 8    | N° 16              |
| Março     | sem Ed. | N° 9    | N° 17              |
| Abril     | N° 1    | sem Ed. | sem Ed.            |
| Maio      | sem Ed. | N° 10   | N° 18              |
| Junho     | N° 2    | N° 11   | sem Ed.            |
| Julho     | N° 3    | sem Ed. | N° 19              |
| Agosto    | sem Ed. | N° 12   | sem Ed.            |
| Setembro  | N° 4    | N° 13   | sem Ed.            |
| Outubro   | N° 5    | N° 14   | N° 20              |
| Novembro  | N° 6    | N° 15   | sem Ed.            |
| Dezembro  | N° 7    | sem Ed. | N° 21 (última Ed.) |

## Conteúdo/Índice (por edição) da RevistaJoaquim
N° 1 (Abril de 1946)
- Capa -(Poty)
- Pág. 2 -Publicidade (Matte Leão e Confeitaria Tingüi)
- Pág. 3 -Manifesto para não ser lido
- Pág. 5 -As duas críticas sobre a mesma exposição de arte ao pé da página, à direita, os primeiros “Oh! As ideias da província…"
- Pág. 7 -Entrevista com Poty
- Pág. 19 -Publicidade da Fábrica de louças Trevisan
N° 2 (Junho de 1946)
- Capa -(Poty)
- Pág. 3 -Poema da Carlos Drummond de Andrade
- pág. 7 -Publicidade - Indicador Profissional
- pág.16/17 -Artigo Emiliano, poeta medíocre e carta de Carlos
Drummond de Andrade.
Pág. 19 -Publicidade da Cia. Força Luz do Paraná
N° 3 (Julho de 1946)
- Capa -(Poty)
- Pág. 11 -Antonio Candido escreve sobre Joaquim
- Pág. 19 -Publicidade, entre outras, a do livro Sonata ao luar, de Dalton
Trevisan
N° 4 (Setembro de 1946)
- Capa -(Poty)
-Pág. 17 -Álvaro Lins escreve sobre Joaquim
-Pág. 19 -Publicidade – Letras de ponta cabeça em meio a um anúncio
N° 5 (Outubro de 1946)
- Capa -(Poty)
- Pág. 2 -Anúncio da Joalheria Rocha
- Pág. 9 -Artigo de Wilson Martins e notícias sobre Joaquim
- Pág. 15 -Início do “Registro de Livros” que depois se tornaria “Revista de Livros”
- Pág. 20 -Reformulação no anúncio da Fábrica Trevisan
N° 6 (Novembro de 1946)
- Capa -(Poty)
- Pág. 18 -Informação de que Poty parte para a França
- Pág. 18 -O conto “Minha Cidade” , de Dalton Trevisan
N° 7 (Dezembro de 1946)
- Capa -(Poty)
- Pág. 10 -Comparação entre Guido Viaro e Alfredo Andersen
N° 8 (Fevereiro de 1947)
- Capa -(Yllen e Franco)
- Pág. 5 -Colaboração de Oswald de Andrade, especial para Joaquim
- Pág. 6 - Reprodução de artigo publicado por Wilson Martins, sobre
Joaquim, em O Estado de S. Paulo; ao pé, mais um “Oh! As ideias da província…”
- Pág. 13 -Tasso da Silveira escreve sobre Joaquim: No pé da página o aviso que se iniciará seção sobre livros.
- Pág. 18 -Publicidade e entre elas o anúncio para assinar Joaquim
N° 9 (Março de 1947)
- Capa -(Yllen e Franco)
- Pág. 3 -Artigo “A geração dos vinte anos na ilha”
- Pág. 6 -Reprodução do artigo de Antonio Candido para o livro Plataforma da nova geração
- Pág. 12/13 -O “Manifiesto invencionista” e o artigo de Drummond sobre o Invencionismo argentino
N° 10 (Maio de 1947)
- Capa -(Yllen Kerr)
- Pág. 3 -Sérgio Milliet escreve sobre Joaquim
- Pág. 15 -Temístocles Linhares escreve sobre o existencialismo
- Pág. 18 -Começa a publicação da “Revista de Livros”
N° 11 (Junho de 1947)
- Capa -(Yllen e Franco)
- Pág. 3 -Dalton Trevisan escreve sobre Newton Sampaio
Artigo mostra que Joaquim não tem ambições modernistas, mas modernas
- Pág. 7 -Mário Pedrosa escreve especialmente para Joaquim
- Pág. 13 -Crítica de Wilson Martins sobre o momento da poesia brasileira; a seção “Revista de Livros”
N° 12 (Agosto de 1947)
- Capa -(Renina Katz)
- Pág. 5 -Crônica de Newton Sampaio sobre os acadêmicos do Paraná
- Pág. 12 -Artigo de Dalton Trevisan contra Monteiro Lobato; poesia de
Paulo Mendes Campos, especial para Joaquim
- Pág. 20 -(contracapa) – Publicidade da Caixa Econômica Federal do Paraná
N° 13 (Setembro de 1947)
- Capa -(Renina Katz)
- Pág. 6 -Wilson Martins fala da “revolução das províncias”
- Pág. 12 -Poty envia colaboração de Paris
N° 14 (Outubro de 1947)
- Capa -(Yllen e Franco)
- Pág. 3 -Carta aberta a Monteiro Lobato, de Raul Lozza
- Pág. 5 -Artigo do redator Waltensir Dutra respondendo a críticas de
Gustavo Corção
- Pág. 7 -Wilson Martins faz a primeira crítica à literatura de Dalton
Trevisan
- Pág. 15 -Artigo de Antonio Girão Barroso, que fala sobre as revistas literárias das províncias
N° 15 (Novembro de 1947)
- Capa - (Di Cavalcanti)
- Pág. 6 -Carta do II Congresso Brasileiro dos Escritores, abrindo a seção “História contemporânea”
- Pág. 9 -Joaquim por José Lins do Rego
- Pág. 20 -(contracapa) – Nova publicidade para a fábrica de louças Trevisan
N° 16 (Fevereiro de 1948)
- Capa -(Gide edição especial – por Poty)
- Pág. 3 -Apresentação da Gide por Marcel Arland
- Pág. 8 -Gide por Temístocles Linhares
- Pág. 11 -Conto de Dalton Trevisan a la Gide
N° 17 (Março de 1948)
- Capa -(Yllen Kerr)
- Pág. 6 -Entrevista com Poty que retornou de Paris
- Pág. 8 -O depoimento de Temístocles Linhares
- Pág. 11 -Poema de Manuel Bandeira especial para Joaquim
- Pág. 14 -Wilson Martins conta suas primeiras imagens de Paris
- Pág. 16 -Publicidade do livro Sete anos de pastor, de Dalton Trevisan, lançado pelas Edições Joaquim
N° 18 (Maio de 1948)
- Capa -(Fayga Ostrower)
- Pág. 3 -Em comemoração aos dois anos da revista são reproduzidas partes dos três textos com ataques aos paranistas Emiliano Perneta e Andersen e ao Paranismo
- Pág. 4 -“Manifesto dos novíssimos”
- Pág. 7 - O texto de Otto Maria Carpeaux que pode ter dado origem ao ataque de Temístocles Linhares
- Pág. 11 -Temístocles Linhares escreve sobre a literatura de Dalton
Trevisan
- Pág. 15 -Até o futebol foi tema de artigo em Joaquim
N° 19 (Julho de 1948)
- Capa -(Poty – número dedicado aos ilustradores)
- Pág. 3 -Em “Diálogo N° 1”, Dalton Trevisan monta em uma colagem um suposto diálogo entre um repórter, Sérgio Milliet, Oswald de Andrade, Antonio Candido, Álvaro Lins, Mário de Andrade e Ledo Ivo.
- Pág. 12 -Renina Katz no número especial aos ilustradores
- Pág. 14 -Poty no número especial aos ilustradores
- Pág. 18 -Publicidade do livro Sete anos de pastor, junto à seção “Revista de Livros”
N° 20 (Outubro de 1948)
- Capa -(Portinari)
- Pág. 3 -Portinari faz a capa da revista e manda um recado para os jovens artistas. Em “Novíssimos”, Drummond fala da volta das declamações e “epílogo da revolução modernista”
- Pág. 7 -Entrevista com Wilson Martins, que chegava de Paris
- Pág. 14 -Dalton república o primeiro conto que saiu em Joaquim: “Eucaris a de olhos doces”
- Pág. 15 -Discussão sobre arte na Europa, com texto de quatro autores
N° 21 (Dezembro de 1948)
- Capa -(Heitor dos Prazeres)
- Pág. 4 -Nova publicidade do livro Sete anos de pastor, de Dalton Trevisan
- Pág. 6 -Anúncio da publicação da Coleção de Gravuras de Guido Viaro - O artigo “500 Ensaios”, no qual Temístocles Linhares ataca Otto Maria Carpeaux
- Pág. 8 -Sérgio Milliet escreve sobre Sete Anos de Pastor
- Págs.14/15 -Conto “Ulisses em Curitiba”, que ficou incompleto com o fim da revista